# Internet Party

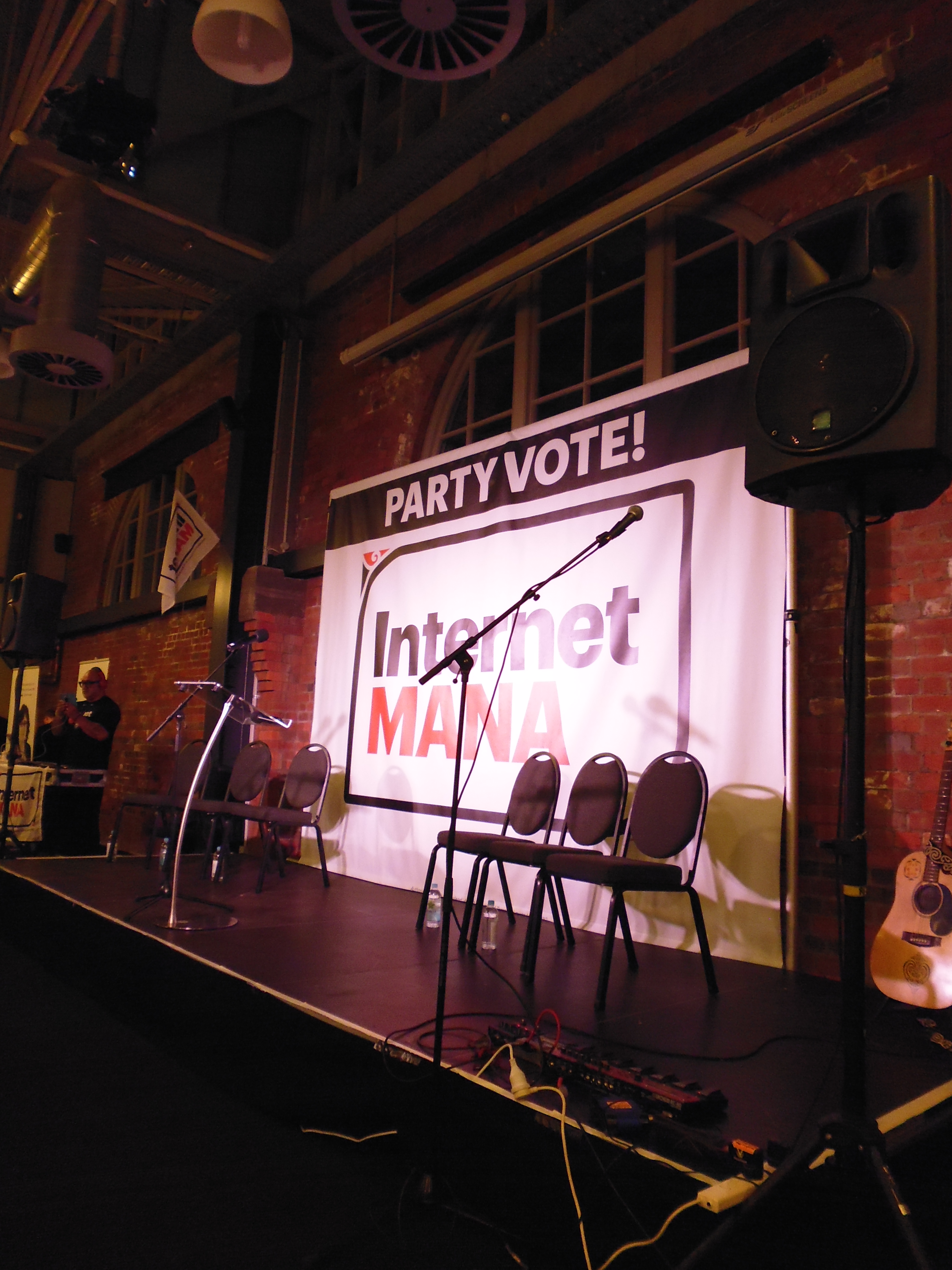
Wahlveranstaltung

Die Internet Party (engl. für Internetpartei) ist eine politische Partei in Neuseeland, die im März 2014 von Kim Dotcom gegründet wurde.
Die Partei trat zur neuseeländischen Parlamentswahl am 20. September 2014 erstmals in einem Wahlbündnis mit der Mana Party an. Das Wahlbündnis erhielt 26.539 Stimmen (1,26 %), jedoch keinen Sitz im Parlament. Parteigründer Dotcom, der aufgrund fehlender neuseeländischer Staatsbürgerschaft nicht selbst als Parlamentskandidat antreten konnte, unterstützte die Partei mit insgesamt 3,5 Millionen Dollar, der größten Parteispende einer Einzelperson in der neuseeländischen Geschichte. Die Partei ist Mitglied von Pirate Parties International (PPI).
Bei den Parlamentswahlen 2017 erhielt die Partei 499 Stimmen (0,02 %).